# Sexy (hitomiの曲)
「Sexy」（セクシー）は、1996年2月28日に発売されたhitomiの5枚目のシングルである。規格品番はAVDD-20114。本体価格は971円。

## 解説
- TBC（東京ビューティーセンター） '96 the レディープロデュース･キャンペーンCMソング
- hitomiにとってデビュー後、初めてTOP10入りしたシングル曲である。
- 歌詞のテーマは『キャッツ・アイ』の来生三姉妹をイメージし、「秘密を外に漏らさない女性の強さ」「ベールに包まれた光」を表現した。それに添って歌い方は「走り回る様な感じではなくて、余裕のある感じで」と意識した[1]。
- hitomiによる歌詞を渡された小室が、使える部分のピックアップ・サイズ合わせ等の最終的な調整をした後、1995年11月にCMで使われるサビの30秒分だけを歌入れして、1996年1月に全てのメロディが出来上がって、残りの部分の歌入れを行った。hitomiが衛星放送の仕事でマレーシアから帰ってきたその日に完成版のメロディを聞き、1日で歌を覚えて録った[1]。
- 男性コーラスの録音・ミキシングはロンドンで行われた[1]。
- ジャケットの写真はまだ本楽曲の構想もない頃に撮影した。スリップドレスを着ている自身の写真にhitomiは「前だったら抵抗があったけど、徐々に強さ・自身が出てきて、今は『関係ないわ』と自信を持ってタイトルと共に出せる」と語っている[1]。

## 収録曲
作詞：hitomi / 作曲：小室哲哉 / 編曲：小室哲哉 / Mixed by Dave Ford
1. Sexy [original mix] (5:16)
2. Sexy [club mix] (7:44)
3. Sexy [instrumental] (5:13)

## 楽曲の収録アルバム
- by myself (#1、アルバム・バージョン)
- h (#1)
- peace (#1)